# Lennart Grill
Lennart Grill (Idar-Oberstein, 25 de janeiro de 1999) é um futebolista alemão que atua como goleiro. Atualmente defende o Greuther Fürth, emprestado pelo Union Berlin.

## Carreira
Fez sua estreia no time titular do Kaiserslautern no dia 26 de janeiro de 2019, com seus recém-completados na 3. Liga contra o Großaspach Sonnenhof, que acabou com a vitória de 2–0 para seu clube.

### Bayer Leverkusen
Em 8 de março de 2019, Grill foi anunciado como reforço do Bayer Leverkusen para a temporada 2020–21 pelo valor de 2 milhões de Euros.

## Estatísticas[1]
| Equipe           | Temporada | Campeonato nacional | Campeonato nacional | Campeonato nacional | Taças nacionais | Taças nacionais | Taças nacionais | Competições continentais | Competições continentais | Competições continentais | Total | Total | Total |
| Equipe           | Temporada | Jogos               | GS                  | SG                  | Jogos           | GS              | SG              | Jogos                    | GS                       | SG                       | Total | GS    | SG    |
| ---------------- | --------- | ------------------- | ------------------- | ------------------- | --------------- | --------------- | --------------- | ------------------------ | ------------------------ | ------------------------ | ----- | ----- | ----- |
| Kaiserslautern   | 2018–19   | 18                  | 20                  | 6                   | 10              | 10              | 5               | –                        | –                        | –                        | 28    | 30    | 11    |
| Kaiserslautern   | 2019–20   | 33                  | 51                  | 9                   | 4               | 7               | 2               | –                        | –                        | –                        | 40    | 58    | 11    |
| Total            | Total     | 51                  | 71                  | 15                  | 14              | 17              | 7               | 0                        | 0                        | 0                        | 68    | 89    | 22    |
| Bayer Leverkusen | 2020–21   | –                   | –                   | –                   | –               | –               | –               | –                        | –                        | –                        | –     | –     | –     |